# 日向岡元駅
日向岡元駅（ひゅうがおかもとえき）は、かつて宮崎県延岡市岡元町にあった高千穂鉄道高千穂線の駅である。2007年（平成19年）に高千穂線が部分廃止されたことに伴い廃駅となった。

## 歴史
- 1935年（昭和10年）2月20日：国鉄日ノ影線の駅として開業[1]。当初は終着駅であった。
- 1936年（昭和11年）4月12日：当駅 - 川水流間が延伸開業し、途中駅となる。
- 1961年（昭和36年）10月1日：一般駅から旅客駅となる[1]。
- 1987年（昭和62年）4月1日：国鉄分割民営化により九州旅客鉄道の駅となる[1]。
- 1989年（平成元年）4月28日：第三セクター移管により高千穂鉄道の駅となる[2]。
- 1995年（平成7年）12月：電子閉塞導入と同時に、交換設備を設ける（再設置）。
- 2005年（平成17年）9月6日：台風14号による被害で高千穂線が全線運休となる。
- 2007年（平成19年）9月6日：延岡駅 - 槇峰駅間廃線により廃駅となる。

## 駅構造
島式ホーム1面2線の地上駅である。無人駅で駅舎はない。

## 利用状況
1日平均乗車人員は5人であった（2003年度）。

## 駅周辺
- 国道218号
- 五ヶ瀬川

## 現状
ホームを含む全設備が取り壊されており、駅は跡形もなくなっている。駐車場跡地に高千穂鉄道の駐車場看板が残る。

## 隣の駅
高千穂鉄道
■高千穂線
細見駅 - 日向岡元駅 - 吐合駅